# Rudolf L. Merz
Rudolf L. Merz alias Loisl (* 30. Dezember 1933 in Zürich; † 20. Oktober 2006 in Birchwil) war ein Schweizer Illustrator. Er widmete sich in erster Linie der Modelleisenbahn. Er schuf nicht nur zahlreiche Hintergründe und entwarf Gleispläne für Haushalte, die nur einen kleinen Platz zur Verfügung haben, aber auch für Haushalte mit einem grossen Raum für die Anlage, sondern er verzierte mit seinen nostalgisch wirkenden Zeichnungen zahlreiche Ausgaben der Modelleisenbahn-Magazine LOKI und MIBA.

## Werdegang
Rudolf L. Merz wurde von dem Bildhauer Hans Meier (1910–2002) gefördert. Da sein Vater sich nicht für die künstlerischen Ambitionen seines Sohnes begeisterte, musste  Merz eine kaufmännische Lehre absolvieren. So erhielt er eine Ausbildung beim internationalen Transportunternehmen Jacky Maeder, wo er nach der Lehre blieb. Er wurde mit 25 Jahren Abteilungsleiter, blieb der Firma bis zu seiner Pensionierung treu und hatte unter anderem die Funktion eines Verwaltungsrats-Mitgliedes und die letzten 15 Jahre als Generaldirektor inne.
Blieb das Illustrieren während seiner aktiven Berufslaufbahn ein Hobby, nahm diese Tätigkeit nach seiner Pensionierung 1994 den Hauptteil seiner Tätigkeit ein. Es entstand eine Fülle von Eisenbahnbildern, die nebst den erwähnten Zeitschriften auch als Teller, Dosen und Kalender Verbreitung fanden. Zudem dekorierte er auch einige Eisenbahnmodelle der Firma Märklin.